# 한창여객
한창여객(韓昌旅客)은 부산광역시 연제구 월드컵대로 420 (거제동)에 본사를 둔 시내버스 운송 업체이다. 주로 초읍동이 종점인 노선을 보유하고 있으며 상대적으로 노선이 불편한 구만덕, 신만덕 안쪽 지역의 교통을 맡고 있다. 계열사로는 한창버스와 해동택시 등이 있다

## 회사 연혁
- 1960년: 금성교통으로 설립
- 1982년 10월 11일: 현재의 상호로 변경
- 2016년 5월 21일: 본사를 현재 위치로 이전.

## 차고지
- 부산광역시 연제구 월드컵대로 420 (거제동) (부산버스공동환승터미널(본사)): 33번, 33-1번, 133번 133-1번 시종착 및 관리 / 부산진 15번 야간주박 및 관리

## 운행 노선

### 시내버스
- ● 33번 : 연제공용차고지 ↔ 부산시민공원 ↔ 하마정 ↔ 서면 ↔ 주례역 ↔ 사상로 ↔ 덕천역 ↔ 만덕동
- ● 33-1번 : 연제공용차고지 ↔ 사직역 ↔ 미남역 ↔ 남산정역 ↔ 덕천역 ↔ 구포역 ↔ 사상역 (2021년 9월 4일 신설)
- ● 133번 : 연제공용차고지 ↔ 부산진구청 ↔ 서면 ↔ 개금삼거리 ↔ 신라대학교 ↔ 신모라 ↔ 구포역 ↔ 신만덕 ↔ 연제공용차고지(순환노선)

### 마을버스
- ● 부산진구15번 : 원당골 ↔ 초읍대우아파트 ↔ 초읍중학교 ↔ 초읍초등학교 ↔ 어린이대공원 ↔ 삼광사 ↔ 부산진구청 ↔ 서면

## 보유 차량

#### 현대자동차
- 현대 뉴 카운티
- 현대 카운티 뉴 브리즈
- 현대 뉴 슈퍼 에어로시티
- 현대 저상 뉴 슈퍼 에어로시티
- 현대 일렉시티